# Delphoi
Delphoi (görögül Δελφοί) régészeti terület és modern város Görögországban. Az archaikus időkben a települést a világ közepének tartották és az Apollón tiszteletére emelt szentély-együttes az ókor legnépszerűbb jóshelye volt. Delphoiban találhatjuk az Omphaloszt (ομφαλός) – „a világ köldökét” – és a marmariai tholoszt (azt a fényképek százai által híressé vált kis kerek templomot, amelynek funkcióját a mai napig nem sikerült kideríteni). Itt, az Apollón-templom szívében (hesztia), égett az „isteni fény”: άσβεστος φλόγα – az az örökmécses, amelynek lángját Prométheusz az Olümposzról lopta az embereknek. A plataiai csata után a görögök ebből a szent tűzből vittek új lángot városaikba, életük felvirágoztatására. Delphoi több mint ezer éven át volt a hellén világ vallási központja, és jelentős hatást gyakorolt a politikai és társadalmi életre is.

## Fekvése
A település a mitikus Parnasszosz-hegy délnyugati lejtőjén, 570 méteres magasságban fekszik, a Korintoszi-öböl közelében, Kirrha kikötővárostól 15 kilométerre. A Pleisztosz folyó völgyére néző szent terület fölé a Phedriadesz (a ragyogóak) sziklafalai magasodnak. A sziklák között fakad a „tisztaság forrása”, a szent Kasztalia-forrás. A delphoi szentély mesterséges teraszokra épült, és 190×135 méteres területét fal vette körül, amelyen 9 kapu nyílt. A dombra szent út vezetett fel, amely mellett a görög városok által emelt kis templomok – az áldozati ajándékok őrzésére épített kincsesházak álltak. A területet 3000 műalkotás díszítette, de napjainkra nagyrészük elpusztult. A terület felső részén állt Apollón temploma, amelynek legrejtettebb helyiségében – az adütonban – tartózkodott a jósnő, Apollón fantasztikus jóstehetséggel megáldott papnője, akinek neve Püthia volt.

## Az első szentély

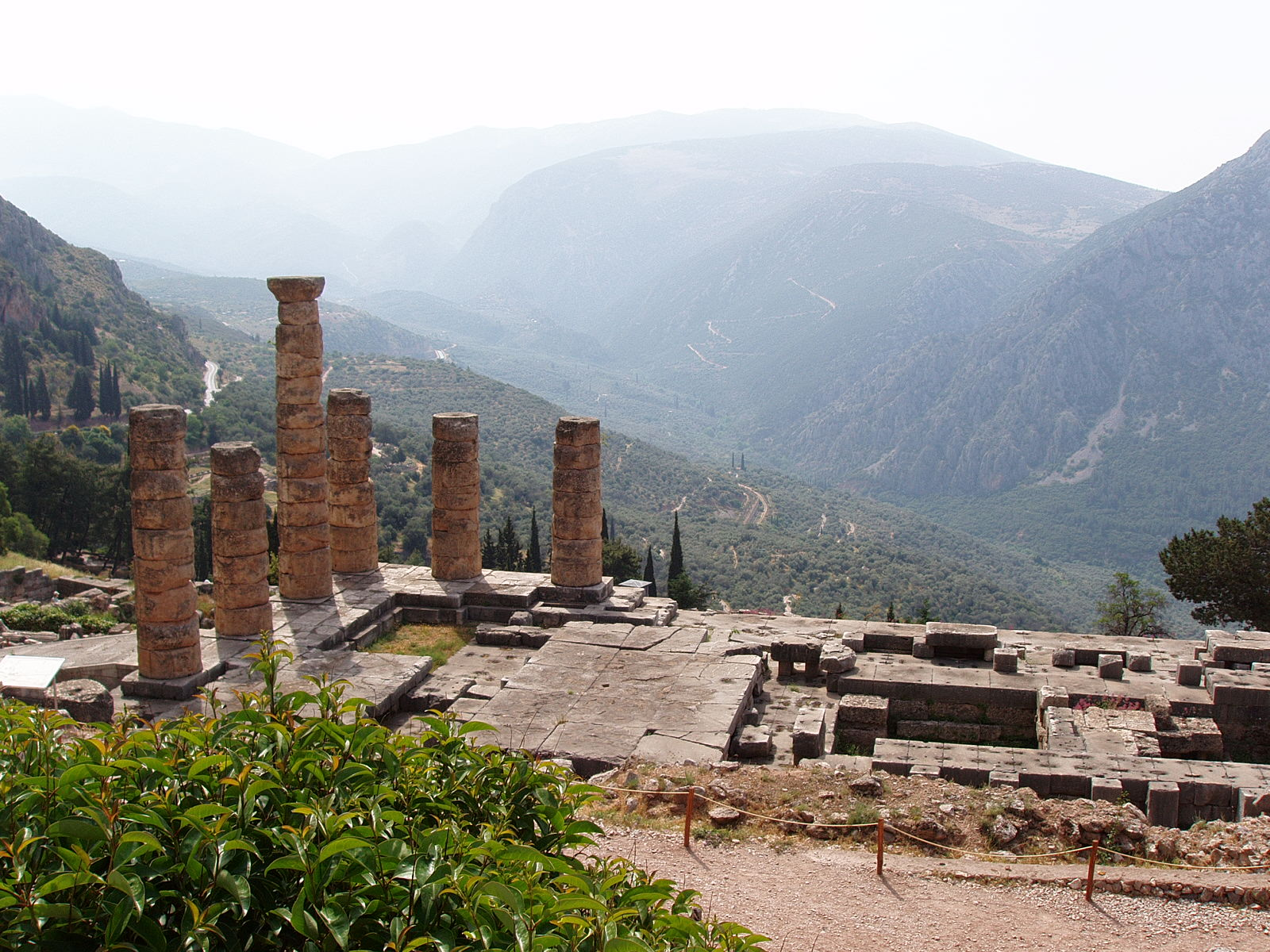
Apollón temploma

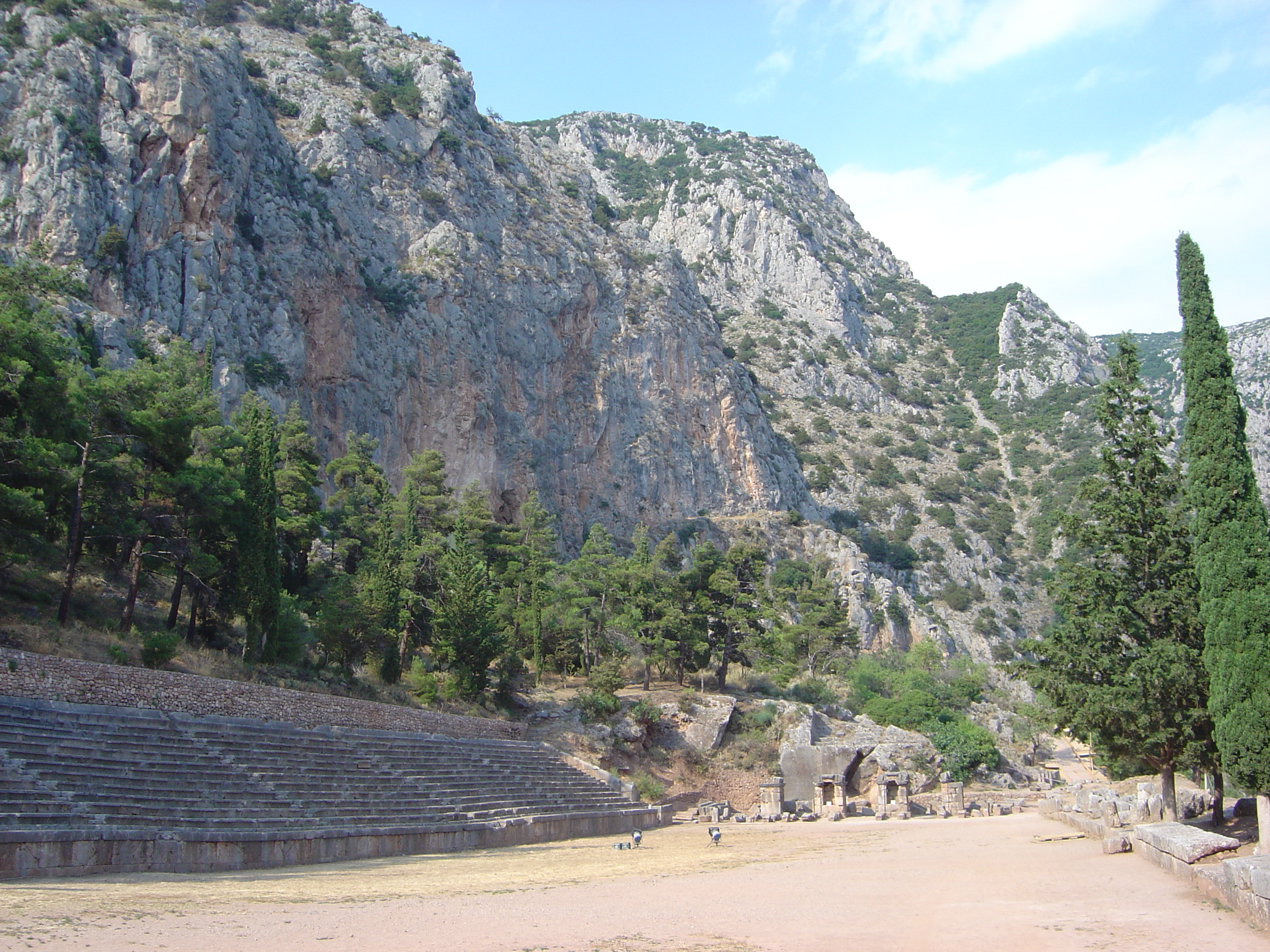
A delphoi szentély stadionjának látképe, ahol a Püthói játékokat tartották

A delphoi jóshely eredete a mükénéi korba, az i. e. 1500 körüli időkre nyúlik vissza. Ekkor még csupán egy egyszerű, babérágakból készített kunyhó állt itt – ami a Föld istennőjének, Gaiának szentelt hely volt. Azért választották éppen ezt a helyet, mert a talaj nyílásaiból kábító hatású vulkáni gázok szivárogtak elő, és az ősi hiedelem szerint a jóserő a Föld méhéből áradt. Delphoi elnevezése kapcsolatba hozható a görög δελφ delph „üreg”, vagy δελφός delphosz „anyaméh” szavakkal, amelyek a földanyára utalnak. A delphoi Földistennő „minden istenek közül az ősjós” megtisztelő nevet viseli. Később Gaia lányai osztottak jóslatot. Először Themisz, a törvény istennője, őt a Föld másik titánleánya Phoibé, a „ragyogó” Létó anyja váltotta fel, aki pedig unokájának ajándékozta a jóshelyet.

## Apollón
Apollón Phoibosz, aki nagyanyja nevét is őrzi, már a negyedik jósistenség e helyen. A monda szerint ötnapos korában itt küzdött meg a szörnyű kígyóval, Püthónnal, melynek teste a szent hely földjének erejétől elrohadt. Az ifjú istenség nyilaival megölte Püthónt, aki Gaia gyermeke volt, így tettéért bűnhődnie kellett: kilenc évig gulyásként szolgálta a „kérlelhetetlen” Admétoszt, Pherai királyát. Apollón nevének egyik jelzője a Δελφίνιος Delphinios, vagy Delphinian egyfelől visszautal a földanyára: „the one of the delphus” (egy az anyaméhből). Ám egy másik legenda szerint, miután büntetését letöltötte, delfin alakjában tért vissza győzelme színhelyére, és krétai hajósokat csalogatott magával, akik papként szolgálták őt. A népi etimológia Delphoi nevét ezzel a mítosszal magyarázta, és Homérosz Apollón-himnusza is ezt a történetet dolgozza fel.
I. e. 800 táján emelték itt az első kőtemplomot Apollón tiszteletére. A templom i. e. 548-ban egy tűzeset miatt megrongálódott, ezért átépítették. Oszlopcsarnokkal vették körbe, és a szent terület legfelső részén egy színházat és egy stadiont építettek, ahol négyévente játékokat és költői versenyt rendeztek a Püthia tiszteletére.
A delphoi jósda vallási hagyományai és a legkorábbi szertartások három ókori szerző munkáiból ismerhetők meg: Homérosz Apollón himnusz, Aiszkhülosz Eumeniszek című drámája és Euripidész Iphigenia a tauroszok között című műve.
A hagyomány szerint a jósda bejárata felett volt a szállóigévé vált felirat: Gnóthi szeautón (ógörögül: γνῶθι σεαυτόν) — Ismerd meg önmagadat!

## Jóslatok
Delphoi az ókor legkedveltebb és legismertebb jóshelye volt. E kultuszhely tekintélye idővel túlnőtt a vallási kereteken. A görögök nem kezdtek háborúba vagy nagyobb közösségi vállalkozásba anélkül, hogy a Püthiát meg ne kérdezték volna, de egyszerű emberek is gyakran fordultak hozzá személyes problémáikkal. Nagy szerepe volt az erkölcsök és magatartásformák alakításában is. A delphoi szentély homlokzatát, falait görög bölcsek mondásai díszítették:
Ismerd meg magadat. Semmit sem túlságosan. Légy ura lelkednek. Kerüld az igazságtalanságot. Igazul tanúskodj. Keresd a hírt. Dicsérd az erényt. Cselekedj igazságosan. Szeresd barátaidat. Védekezz ellenségeid ellen. Gyűlöld a gőgöt. Beszélj tisztességesen. Könyörülj a segélykérőkön. Valósítsd meg célodat. Légy ura asszonyodnak. Senkit ne nézz le. Tiszteld a felsőbbséget. Hajolj meg az istenség előtt. Ne büszkélkedj erőddel. Gazdagodj igazságos úton.
Népszerűsége és nagy tekintélye miatt távoli népek uralkodói, így az egyiptomi fáraó, Amaszisz, de a lüdiaiak, a káriaiak és a rómaiak is gyakran fordultak Püthiához.
Ha valaki a Püthia jóslatát akarta hallani, pontosan meghatározott szertartást kellett követnie. Miután a zarándok – aki csak férfi lehetett – megtisztult a Kasztalia-forrás vizében, következett a „kecskeítélet”: az állatot lefröcskölték hideg vízzel, és ha reszketni kezdett, akkor fel lehetett áldozni. Miután a kérelmező befizette a megszabott díjat, benyújtotta a papnak a táblácskára rótt kérdését, beléphetett a templomba. Az adüton melletti helyiségben várakozott, amíg a paptól megkapta a választ, amely szinte mindig bizonytalan jelentésű, kétértelmű, sőt olykor egyenesen érthetetlen volt.
A jósnő jövendölés előtt megmosakodott a „tisztaság forrásában”, majd ivott a szent Kaszotisz-forrás vizéből és babérleveleket szedett, amelyeket elrágott. Ezután a papok és a hívők diadalmas menetben a templomba vezették, ahol lement a templom legbelsőbb szentélyébe. Ott egy háromlábú aranyszéken (tripusz) helyet foglalt a vulkanikus gázokat kibocsátó nyílás fölött és – további babérleveleket rágcsálva – hamarosan transzba esett. A zarándokok kérdéseire adott válaszai állítólag artikulálatlan hangokból álltak, amelyeket a papok jegyeztek le, értelmeztek, és hexameteres versbe szedve ismertettek a hívőkkel.
Plutarkhosz, aki egy időben maga is papi teendőket látott el Delphoiban, leírja, hogy a Püthia papnői tisztének betöltéséhez sem előkelő származás, sem különleges adottság vagy előképzettség nem kellett. Mindössze a megfelelő testi és lelkiállapot volt fontos tényező a jóslatadásnál ahhoz, hogy a jósnő az isteni megszállottságot (enthuziazmus) elviselje.
Az első jósnő egy szűz lány volt, aki évente csak egyszer jövendölt: Apollón születésnapján, Büiszosz hónap (január-február) hetedik napján. Ám miután egyszer elrabolták a fiatal Püthiát, inkább 50 év fölötti nőket alkalmaztak. Idővel egyre több kérdés érkezett, ezért nem egy, hanem két Püthia jósolt, és a jövendölésre már minden hónap hetedik napján sor került. Azok a zarándokok, akik olyan városból érkeztek, amelynek állandó követe volt Delphoiban, bármelyik nap kérhettek jóslatot. Miután Delphoit tömegesen kezdték elárasztani a látogatók, az eredeti, komoly vallási tartalom fokozatosan elenyészett. Még a „gyorsjóslás” intézményét is bevezették: az orákulum sorshúzással válaszolt a kérdésekre.

## Szent háborúk Delphoiért
Az „első szent háborúban” (i. e. 596-586 táján) a thesszáliaiak, az athéniak és a sziküóniak szövetsége lerombolta Kriszát és Kirrhát. Krisza városát (a mai Kirra településnél) Delphoi szomszédságában az i. e. 1. évezred elején a dórokkal rokon phókisziak alapították. A győztesek átvették Delphoi katonai és politikai védelmét, igazgatását, létrehozva az Amphiktüóniát, azaz a körüllakók szövetségét. A szervezet élén a küldöttek tanácsa állt, amely színleg a szentély semlegességét és politikai függetlenségét biztosította, valójában azonban a „felszabadítók” szájíze szerint megfogalmazott delphoi jóslatokkal szólt bele a görög világ ügyeibe. A tanácsban jelentős befolyással rendelkező thesszáliaiak íly módon juttatták érvényre érdekeiket a Maliszi-öböltől Delphoion keresztül a Korinthoszi-öbölig vezető kereskedelmi út ellenőrzésében.
Az i. e. V. században a perzsák és a görögök, majd a görög városállamok között ingadozó delphoi papság a jósda tekintélyét egyre inkább lejáratta. A papok perzsa barátsága ellenére Xerxész perzsa uralkodó katonákat küldött a jóshely mesés kincseinek kirablására. A görögségen belüli ellentétek kiéleződése vezetett a „második szent háborúhoz”, melyben i. e. 448-ban a spártaiak kivették a szentélyt a phókisziak kezéből, és a delphoi-belieknek adták. Athén közbelépése azonban helyreállította a phókisziak státusát.
Az i. e. 373-ban bekövetkezett földrengés után i. e. 357-ben Thébai vádja alapján az Amphiktüónia a phókisziakat a szent síkság művelése miatt pénzbírságra ítélte. Az ítélet miatt tört ki a „harmadik szent háború” (i. e. 356-346), melynek során a phókisziak vezére, Philomélosz a hadiköltségek fedezésére beolvasztotta a szentély nemesfém tárgyait.
A „negyedik szent háború” (i. e. 339-338) amiatt indult, hogy a szent földeket az amphisszaiak bitorolták, s az Amphiktüónia II. Philipposz makedón királyt hívta segítségül a bitorlók ellen. A makedón beavatkozás eredményeként i. e. 338-ban a khairóneiai csatában az Amphissza oldalán álló athéniak és thébaiak szövetsége vereséget szenvedett.

## Virágzás és hanyatlás

Delphoi és az égei görög világ további szentélyei

A Delphoi szentély a perzsa háborúk és a gyarmatosítás korában, az i. e. 6-4 században élte fénykorát. Ám ahogy növekedett Delphoi gazdagsága és világi befolyása, a Püthia egyre részrehajlóbb, sőt kétszínű magatartást követett. A peloponnészoszi háború idején például hol Athénnak, hol Spártának jósolt győzelmet vagy szörnyű pusztulást, attól függően, hogy melyik városállam tudta fogadalmi ajándékaival a maga oldalára állítani. Egy idő után köztiszteletben álló filozófusok emelték fel szavukat az ilyenfajta jóslás ellen. Arisztophanész vígjátékaiban nyíltan gúnyolta a szentély jóslatait. Idővel terjedni kezdtek a misztériumkultuszok, (például Ízisz és Dionüszosz tisztelete) és az asztrológia. A Püthia mielőtt jóslatot adott, már nemcsak Apollónhoz, hanem Zeuszhoz is imádkozott – mert a mondák szerint Apollón, mint jósistenség Zeusz akaratának a hirdetője volt –, de imádkozott Dionüszoszhoz is, aki mindennemű önkívületi állapot fölött uralkodik, valamint a Korikoszi-barlang és a források nimfáihoz és néha még a tenger rejtelmes mélyének királyához, Poszeidónhoz is. Az i. e. 1. századtól trák törzsek, majd római seregek fosztogatták. Újabb, rövid virágzást a 2. század hozott, amikor a nagy történetíró, khairóneai Plutarkhosz delphoi főpapként tevékenykedett. Ebben az időben készült el Pauszaniasz alapos leírása a szentélyről. Ennek a korszaknak természeti katasztrófák sorozata, földrengések, hegyomlások okozta pusztítás vetett véget. Mivel Delphoi befolyása lassanként elapadt, a szentély e katasztrófák után már nem kapta vissza régi fényét. Mindez a delphoi jósda hanyatlását és végét jelezte. Amikor a keresztény Theodosius császár 385-ben betiltotta a jövendölést, Apollón szent helyének hírneve és pompája már a múlté volt. Ókori források szerint az utolsó, aki a delphoi jósdában jóslatot kért, Iulianus római császár volt, aki a düledező szentélyben a következő választ kapta az elhanyagolt külsejű papnőtől:
„Menj, követ, vidd hírül a császárnak:
A remekmívű szék darabjaira hullott,
S Phoebus már nem lakik itt.
Kiszáradt a szent babérfa,
Nem zenél többé a forrás,
A vizek hangja elnémult örökre.
Követ, mondd el a császárodnak:
Az új Isten elsöpörte a régi isteneket."
Valójában Iulianus egy másik Apollón-szentélyben, Daphnéban kérte a jóslatot, abban, amelyik nem sokkal később gyújtogatás miatt leégett.
A 19. század végétől kezdve francia régészek ásatásai nyomán csodálkozott rá ismét a világ erre az igazi klasszikus ékszerdobozra.

## Híres jövendölések
Az ókori görögök úgy tartották, hogy az ember ismerete csupán a jelenre támaszkodhat. A múlt és a jövő rejtve van előtte, mintha egy labirintusban bolyongana. Ezzel szemben az istenek fölülről nézik e labirintust, így láthatják a múltat és a jövőt is. A jóslat isteni beszéd volt. A jós szerintük a földi halandók és az örök életű istenek között állt, mivel az isteni és az emberi tudást „tolmácsolta”. Ezen az istenfelfogáson alapult az általunk ismert delphoi jóstevékenység.
Apollón papnőjének jóslatai talányos versek voltak. Aki szerencsés volt, és felfogta rejtett értelmét, annak törekvéseit siker koronázta, aki félreértette, menthetetlenül elbukott. Csakis azok a jóslatok lehettek minden körülmények között igazak, amelyek nyitva hagyták a bennük rejlő, de egymásnak ellentmondó értelmezéseket. Ezért minden jóslat homályos, kétértelmű (loxon) maradt (innen ered Apollón Loxias mellékneve). Hérakleitosz ekképpen fogalmazta meg a delphoi jóshely „filozófiáját”:
„Az Úr, akié a jóshely Delphoiban, nem mond ki semmit, nem rejt el semmit, hanem jelez.”
Kitűnően példázza ezt az a talán mindmáig legnevezetesebb jóslat, amelyet Püthia a mesés gazdagságú lüd királynak, Kroiszosznak (Krőzusnak i. e. 595–546) adott. Kroiszosz azzal a kérdéssel fordult Apollón jósnőjéhez, hogy hadat indítson-e a perzsák ellen. A válasz így hangzott:
„Ha Kroiszosz átkel a Halüsz folyón, nagy birodalom dől meg!”
Az uralkodó ezt saját győzelmének jóslataként értelmezte és megtámadta Perzsiát. A háborút azonban elvesztette, birodalmát pedig elfoglalták a perzsák. Kroiszosz panasszal élt Püthiánál, hogy becsapta. A papnő viszont arra hivatkozott, hogy jóslata igaznak bizonyult: valóban nagy birodalom omlott össze a háború elindításával.
Thészeusz apja, Aigeusz halála után nagy és csodálatra méltó vállalkozásba kezdett: egyetlen városi közösségbe egyesítette az attikaiakat. Király nélküli államot és demokráciát ígért, amelyben ő csak hadvezér lenne és a törvények őrének szerepét töltené be, minden más tekintetben egyenlőség uralkodna. Az új városállamot a városvédő istennő neve alapján Athénnak nevezte. Kikérte az istenek tanácsát és a delphoi jósdától a következő választ kapta az új állam sorsáról:
„Aigeidész, Pittheusz lányának magzata, Thészeusz!
Sok nép sorsfonalát s mezsgyéjét tette le bévül
városotokban atyám elrejtvén; ám te szivedben
csak sose töprengj és ne szorongjál szertelenül, mert
tengeri tajtékok tetején, fenn úszik a tömlő.”
Azaz elbuknia lehetetlen, vállalkozását siker koronázza.
Az i. e. 8. században Lükurgosz, Spárta kormányzója és a spártai alkotmány létrehozója fordult tanácsért a jósnőhöz. Püthia így jósolt neki:
”A pénz szeretete, és nem más okozza Spárta romlását.”
Ennek eredményeként az ezüstpénz használatát betiltották Spárta szerte, és helyette vaspénzt használtak. A felszabadított helóták – akiknek jelentős része a peloponnészoszi katonai szövetség révén hadiszolgálatra került – ezüstben kapott zsoldjukat rendszeresen hazaküldték; részben ez indította el a szigorú spártai egyenlőség megbomlását és közvetve Spárta hanyatlását.
Amikor i. e. 480-ban a spártaiak tudomására jutott, hogy a fiatal perzsa uralkodó Xerxész szárazon és vízen egyszerre indított seregei közelednek feléjük, szintén a Delphoi jósdához fordultak tanácsért.
„Sorsotok, ím ez lesz majd, tág terű Spárta lakói:
vagy gyönyörű város dől romba a perzsa kezétől,
vagy, ha nem így lesz, majd Héraklész hős ivadékát
gyászolják, kik lakják szép Lakedaimónt.”
A homályos üzenet nem sok jót ígért: vagy megadják magukat, vagy az utolsó emberig harcolnak. A spártaiak eszményeikhez híven ez utóbbit választották, és az önfeláldozás gyönyörű példáját adták a világnak a thermopülai csatában.
„A jósda »tévedhetetlenségét« bizonyítja Pürrhosz épeiroszi királynak tett jóslata is.” Az i. e. 307-272 között élt Pürrhosz király nagy álmokat szőtt. Hatalmas birodalmat akart létrehozni a Földközi-tenger nyugati medencéjében. A rómaik elleni hadjárata előtt megkérdezte Püthiát, győzelemmel fog-e visszatérni.
„Dico te, Pyrrhe, vincere posse Romanos!” – válaszolta a jósnő.
„Mondom neked, Pürrhosz, a rómaiak győzhetnek!” vagy „Mondom neked, Pürrhosz, a rómaiak legyőzhetők!”
A harcok során, főleg a legionáriusok számára szokatlan betanított harci elefántok bevetése révén, sikert sikerre halmozott ugyan, ám ezek a sikerek olyan áldozatot követeltek, amelyek felemésztették összes haderejét. A csatában végül egyik fél sem tudott a másik fölé kerekedni.
Az ókorban népszerű monda szerint Héraklész ükunokája, Perdikkasz alapította meg a makedón uralkodódinasztiát, amely Nagy Sándorig, illetve fiatalon elhunyt gyermekéig maradt fenn. Perdikkasz királysága idején a delphoi jósda tanácsát kérte abban, hogyan növelhetné uralmát, miképpen gyarapíthatná birtokait. Állítólag a következő választ kapta:
„Témenosz ága dicső, ő bírja a földet a bőség
termőt, hisz neki aigiszt fenn emelő Kronidész ím
nyújtá. Ám ne henyélj, a butéiszi földön a sok nyáj,
ott legelész, s ha te látod, a kecskék szarva ragyog rád,
látod az álom mély odújában a kecskegidákat,
áldozz isteneinknek, fővárost alapíts ott.”
(Kertész István fordítása)
A jóslat a mai Theszaloníki-öböl nyugati partja irányába, a Haliakmón folyótól északra fekvő „butéiszi föld” felé vezérelte a makedónok birodalomépítő hódításainak irányát. Az ókorban e rege szerint Perdikkasz itt alapította az első makedón fővárost, Aigait (jelentése: kecske). A juhok mellett a kecskék tenyésztése jelentette hosszú ideig a makedón gazdaság alapját, amely végül a nemzet címerállatává lett. (Ugyanezt tükrözi a Perdikkasz és fivérei pásztorkodását idéző monda is. Ezzel összhangban keringett még egy jóslat, amely szintén olyan vidéket jelöl ki Perdikkasznak, ahol bőséges kecskenyájak legelnek; továbbá a kecske Dionüszosz jelképe, akinek kultusza igen népszerű volt makedónok földjén.)

## A jóslatok háttere
Egy új kutatás szerint valószínűleg oxigénhiány „segítette” a görögországi Delphoiban az Apollón templom ókori papnőit a jóslásban, jövőlátásban.
Az ókori leírások alapján a föld vulkanikus kigőzölgései (amely gőzök az akkori görögök szerint Püthón sárkány rothadó teteméből származnak) miatt a jósnő transzba esett és ebben az állapotban közvetítette az isten szavait az ide látogató zarándokoknak. Ám a korai ásatások során semmilyen gázfeltörést nem sikerült kimutatni a templom alatt, mígnem az 1990-es évek végén egy amerikai kutatócsoport Jelle De Boer, a connecticuti Wesleyan Egyetem geológusa vezetésével metán, etán és etilén nyomára bukkant. De Boer arra a megállapításra jutott, hogy valószínűleg az etilén játszhatott fontos szerepet a papnő szertartásai során, ez a gáz ugyanis serkenti a központi idegrendszert: tudatzavart és eufóriát okoz.
Napjainkban egy új tanulmány látott napvilágot, amelynek olasz kutatói szerint az etilén nem képződhetett akkora mennyiségben Delphoi vastag mészkő rétegeiben, ami transzhoz vezethetne. „Giuseppe Etiope, a római Geofizikai és Vulkanológiai Intézet geológusa szerint a papnők extázishoz hasonló állapota a metán okozta hypoxiának – oxigénhiánynak – tulajdonítható, amely azért következhetett be, mert a templom levegőtlen helyiségébe metángáz áramlott.”

## A világ köldöke

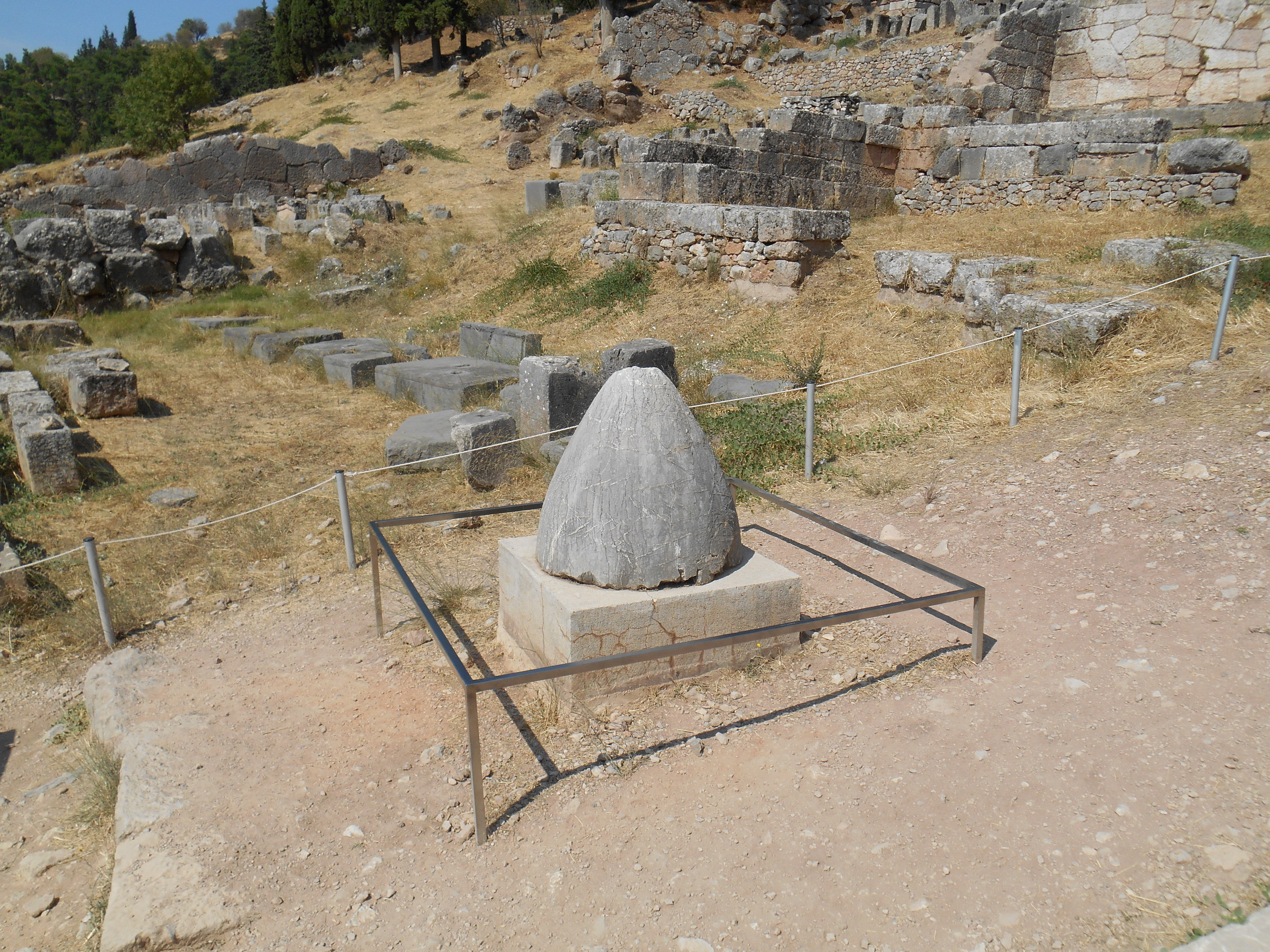
Az Omphalosz Delphoiban

Egyes mítoszok annak tulajdonítják a Delphoi szentély áradó jóserejét, hogy ott van a Föld közepe. A legenda szerint Zeusz egykor két sast (vagy két hollót) bocsátott fel a Föld két ellentétes széléről, hogy azok találkozási helyéről megtudja, hol van a világ „köldöke”. A sasok ott egy tojás alakú kőre, az Omphalosz-ra telepedtek. A követ ma a delphoi Régészeti Múzeum kiállítási darabjai között őrzik. A görögök számára több „köldök” is létezett: az abszolút értelemben vett középpont Delphoiban volt, de emellett minden városnak, szent helynek megvolt a magáé. Ez a hiedelem állt annak a szokásnak a hátterében, hogy a templomok alapjába egy gömbölyű követ helyeztek; ezt az eljárást átvették az etruszkok és a rómaiak, és ma is él az alapkőletétel szokásában.

## Kincsesházak

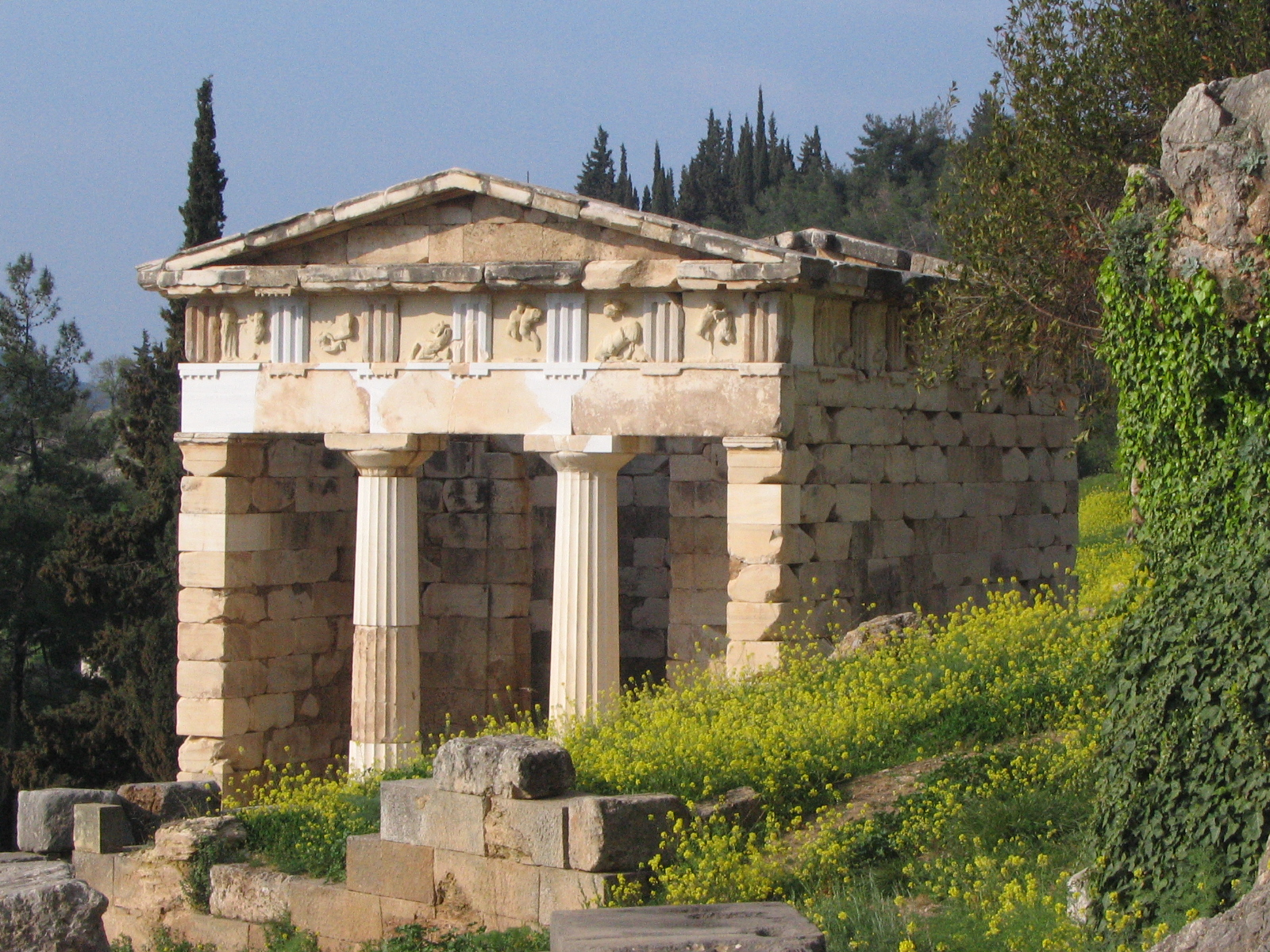
Az athéniak dór stílusú kincsesháza (20. századi rekonstrukció)

A Delphoiba látogató zarándokok a Püthia jóslataiért fogadalmi ajándékokkal fizettek. Ezek a szebbnél szebb arany és ezüst tárgyak, valamint a szentély területén felállított szobrok sokasága Delphoit valóságos kincsesbányává tette. Egyes városok a szentély közelében kincsesházakat építettek. Ezek közül a legszebb és leggazdagabb az athéniak kincsesháza volt, amelyet a győztes marathóni csata emlékére építtettek. Püthia egyik jóslatában a perzsák ellen vívott szalamiszi csata (i. e. 480) előtt azt jósolta az athéniaknak, hogy „fabástyákkal” védekezzenek. Az előkelők a fabástyákat úgy értelmezték, hogy az Akropolisz faerődítményei közé húzódva kell bevárniuk az ellenséget. Mások, élükön a hadvezér Themisztoklésszel azt olvasták ki a jóslatból, hogy a bástyák hajókat jelentenek, és a tengeren, flottával kell szembeszállniuk Xerxésszel. A jóslat egyik mondata: „Ó, te dicső Szalamisz, de sok ifjat löksz halálba”, sokakat megzavart, de Themisztoklész leleményességének és bátor kiállásának köszönhetően Athén lakossága megmenekült, sőt ezzel a győztes csatával véget vetettek a perzsák nyugati terjeszkedésének, és egész Görögországot felszabadították.
Egy másik impozáns kincsesház Szifantóé volt. Ez a Kikladokhoz tartozó termékeny sziget az ókorban arany és ezüstbányáiról volt híres.

## Tholosz

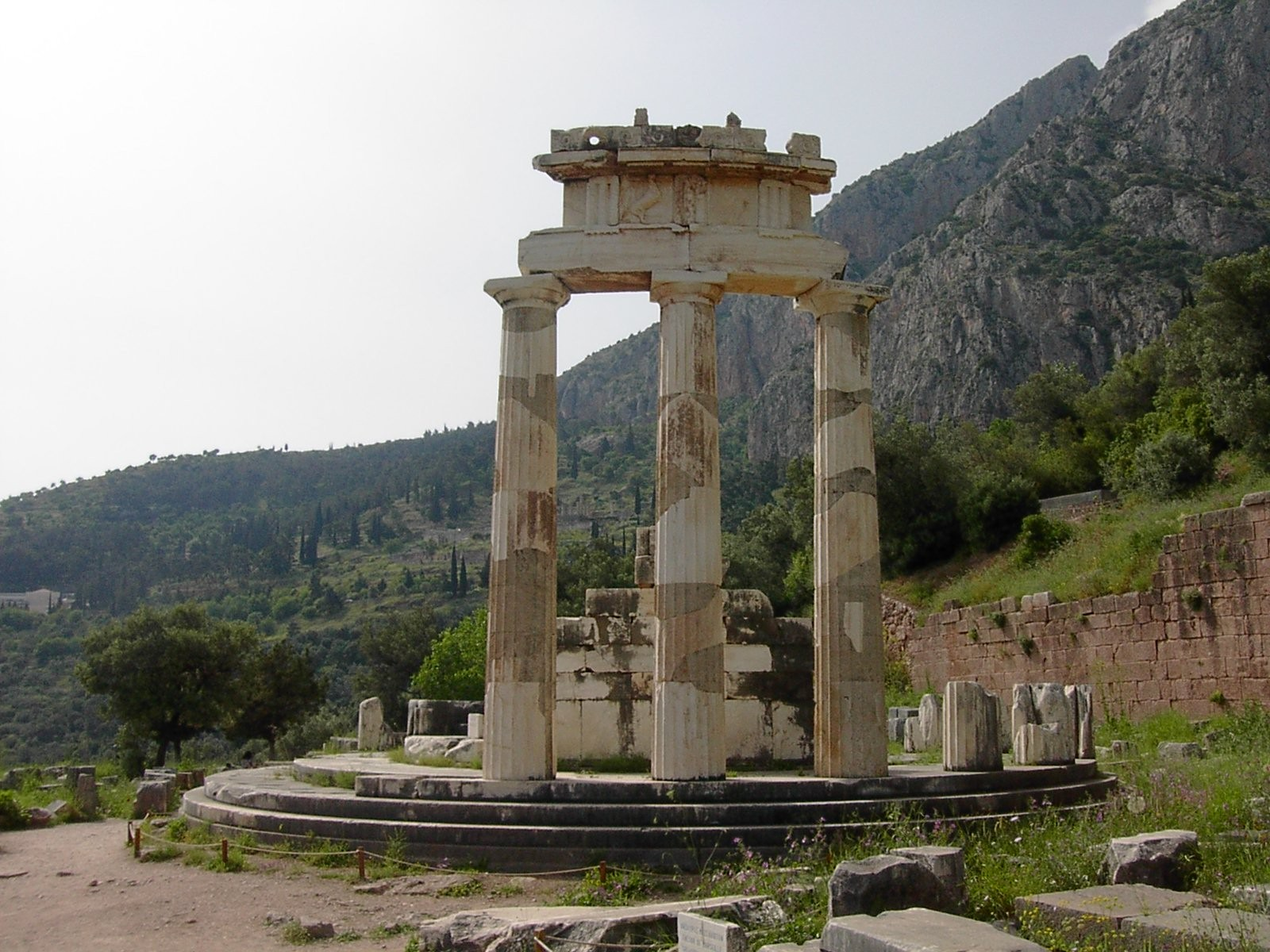
A Tholosz helyreállított oszlopai

Athéné Pronaia (a templom őrzője) szentélye mellett i. e. 380 és 360 között egy kerek kis templomot emeltek – ez az ún. marmariai tholosz. A 14,76 méteres átmérőjű külső kör 20 dór márványoszlopból, a belső 10 korinthoszi oszlopból állt. A tholosz a delphoi szentélyek fő romjaitól fél mérföldnyi (800 m) távolságban fekszik. A templom funkcióját nem ismerjük. Talán valamilyen különleges, a hívők szűk körét érintő szertartást végeztek benne? A három helyreállított dór oszlop a Delphoiba látogató turisták legkedveltebb fénykép-témája.

## A „Delphoi Szibülla”
Szibülla névvel a hagyomány több, helyhez és istenséghez nem kötött jósnőt illet, akik anélkül fedték fel a jövőt, hogy kérdéseket intéztek volna hozzájuk. Jövendöléseik szinte mindig szerencsétlenségeket, katasztrófákat jeleztek előre. A Delphoi Szibülla a görög sötét kor legendás alakja volt, aki röviddel a trójai háború után kezdett Delphoiban próféciálni. A Szibüllák jóslatait, amelyeket sokszor együtt emlegetnek a Bakisoknak tulajdonított jövendölésekkel, írásos formában gyűjteményekbe foglalták. A Szibülla alakja nem kapcsolódik az apollóni jósdához, és nem szabad összekeverni a Püthiával.

## Modern Delphoi
Delphoi (Delphi vagy Delfoi, Delfi) napjainkban is az ókori görögség egyik legismertebb kultikus helye és a klasszikus kor egyik legjelentősebb ásatási területe. Apollón szent területének páratlan fekvése és gazdag leletanyaga minden idelátogató számára izgalmas élmény. Maga a modern kori kisváros az ókori romoktól pár kilométernyire nyugatra található. A település szinte kizárólag az idesereglő turistákból él. Lakosainak száma 3 511 fő (2001).
1893-tól az École française d'Athènes francia régészei kezdték meg az ókori Delphoi feltárását. A nagy ásatásokat 1892-1903 között Th. Homolle végezte. Munkájuk eredménye az ásatások területén látogatható Régészeti Múzeum és a szabadtéri múzeum. A delphoi romvárost (benne az Apollón-szentélyt) az UNESCO 1987-ben a világörökség részévé nyilvánította.

### Általános
- Delphoi fényképek – Múzeum és romok
- A Francia Régészeti Iskola szerepe Dephoi feltárásában
- Hellenic Ministry of Culture: Delphi
- Delphoi fotógaléria
- Ókori jóshelyek és a delphoi jósda Archiválva 2005. augusztus 1-i dátummal a Wayback Machine-ben
- Delphoi útikalauz Archiválva 2009. február 28-i dátummal a Wayback Machine-ben
- Delphi (görögül)
- C. Osborne : „Rövid körutazás Delphoiban” Archiválva 2005. április 3-i dátummal a Wayback Machine-ben
- Livius Picture Archive: Delphi Archiválva 2007. december 24-i dátummal a Wayback Machine-ben
- Delphoi információs oldal
- Eloise Hart: „A delphoi jóshely”
- A delphoi jósda
- Delphoi fekvése
- Az ókori Delphoi és a Parnasszosz-hegy, Útleírás
- Delphi Real Estate
- Delphoi jósda, a jóslás bölcsője
- A delphoi jósda titka
- Delphoi az UNESCO világörökség honlapján(angolul)

### Delphoi geológiája
- John R. Hale: „Kérdezzük a delphoi jóst” Scientific American 2003. augusztus
- John Roach: „A Delphoi jós ajkait gázszivárgás okozta tudatzavar bénította” National Geographic news, 2001. augusztus
- Delphoi földrajza
- The New York Times, 2002. március 19.: „A delphoi jós víziói, nem csupán mondák”
- National Geographic Magyarország: Megfejtették a delphoi jósda titkát
- Múlt-kor: Oxigénhiány miatt eshetett transzba Püthia

### Képek
- Képek a delphoi régészeti területről és az ásatásokról
- Delfi Jósda – Delphoi Képek